# Kegelclub

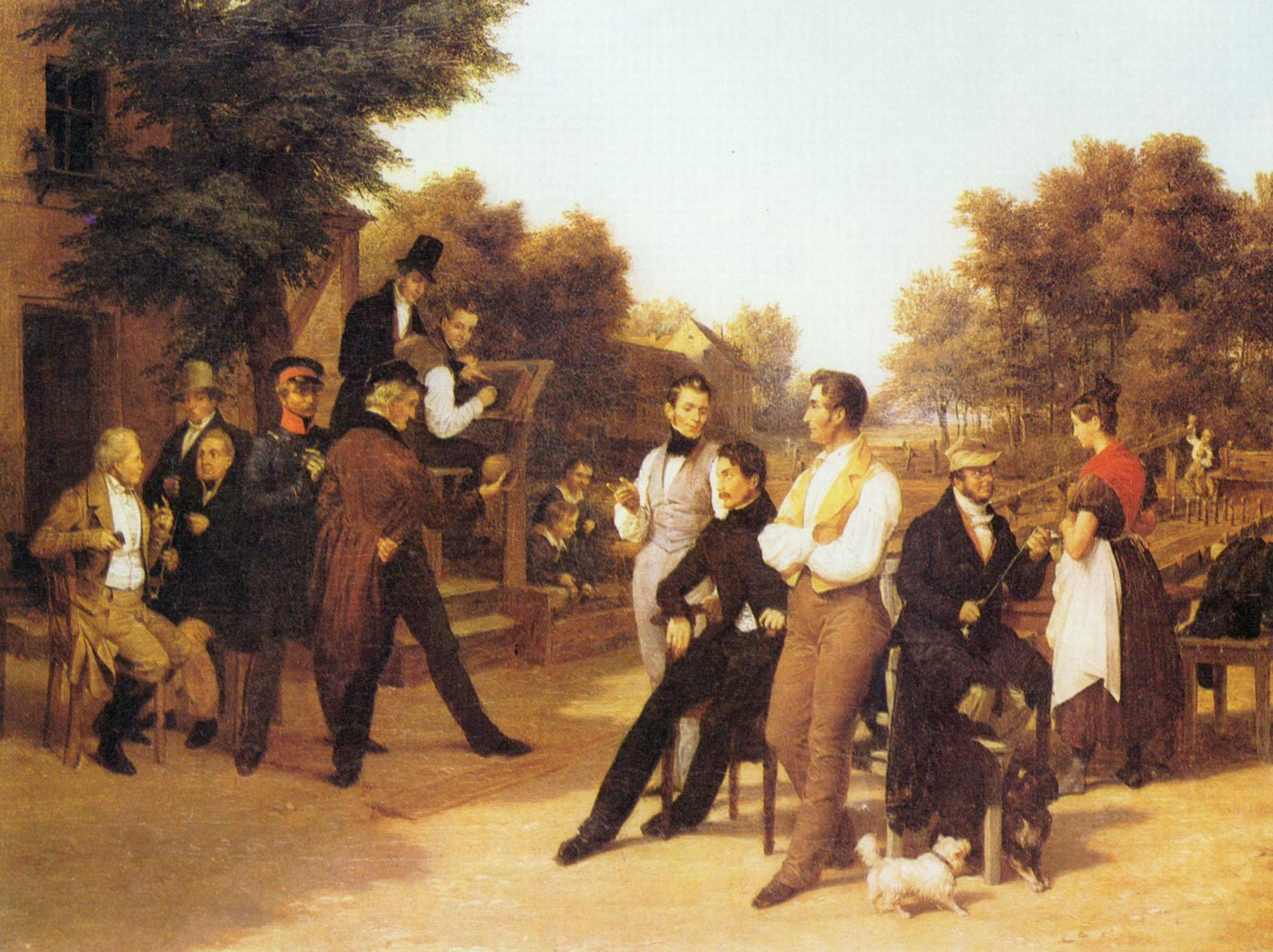
Die Kegelgesellschaft, Gemälde von Friedrich Eduard Meyerheim, 1834

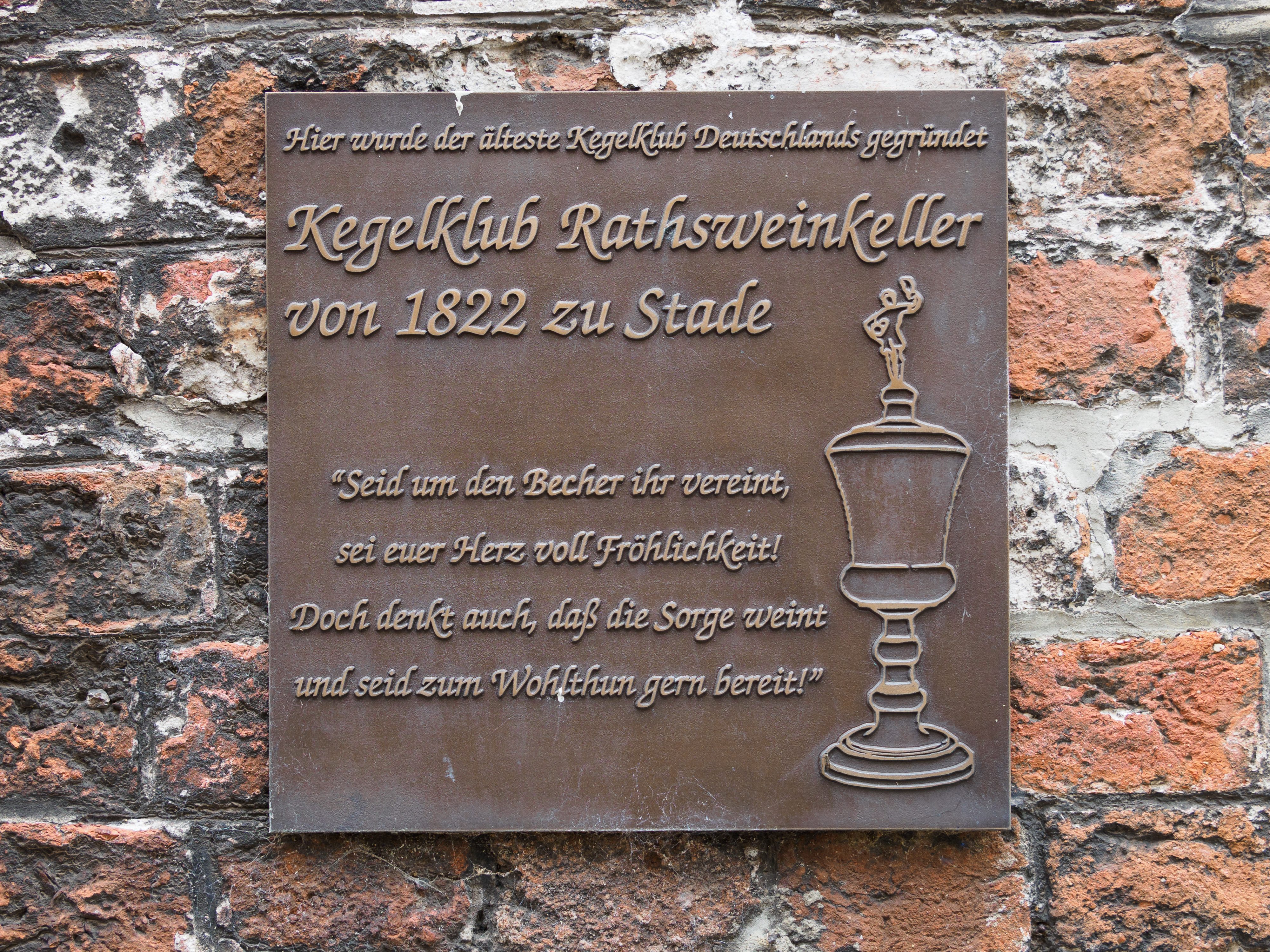
Kegelklub von 1822 in Stade

Die ersten Kegelclubs wurden in der ersten Hälfte des 19. Jahrhunderts gegründet, aus denen sich nach Einführung des Vereinsrecht auch Kegelvereine bildeten. In Deutschland schlossen sie sich 1885 in einem Dachverband, der spätere Deutsche Keglerbund zusammen. Durch die Vereinsstruktur der Clubs konnten die Regeln des Kegelns vereinheitlicht werden, und die organisatorischen Voraussetzungen für die ersten Deutschen Meisterschaften (die damals „Bundesfesten“ hießen) wurden somit geschaffen. Allein in Deutschland sind weit über 100.000 Menschen Mitglied in einem Kegelclub. Häufig werden Kegelclubs beispielhaft genannt, wenn es entweder um Banalität oder um den Wunsch vieler Deutscher nach Vereinszugehörigkeit geht.
Ein Beweis für das frühe Kegelspiel aus dem Jahr 1265 zeigt sich in einer Handschrift von Mönchen aus der niederrheinischen Stadt Xanten. Dort wird erstmals von einer Kegelgilde berichtet. Bürger der Stadt und die katholische Geistlichkeit des Stiftes St. Victor schlossen sich zu einem »fratres kegelorum« (Brüder des Kegelns) zusammen. Heute würde man so etwas einfach als Kegelclub bezeichnen.